# Фравита Цариградски
Фравита Цариградски је био цариградски патријарх у периоду од децембра 489. до марта 490. године.

## Биографија
Фравита је пре избора за патријарха био свештеник цркве Свете Текле, која се налазила у предграђу Цариграда.
После смрти патријарха Акакија, цар Флавије Зенон је одлучио да избор новог патријарха препусти самом Богу. Зенон је на престо Аја Софије ставио два листа папира, на једном од којих је била исписана молитва Богу у којој је тражио да пошаље достојну особу на патријаршијски престо. После овога, цар је прогласио четрдесетодневни пост. Фравита је подмитио једног евнуха, који је био царев поверљива особа, а он је, заузврат, написао Фравитино име на другом листу папира. Након завршетка поста, на преосталом листу хартије откривено је Фравитино име и постављен је на патријаршијски трон децембра 489. године.
Међутим, Фравита је остао на патријаршијском трону само три месеца, након чега је умро у марту 490. године. Убрзо након тога, откривен је Фравитина обмана и фалсификат .